# 上海国际高尔夫乡村俱乐部
上海国际高尔夫乡村俱乐部是中國上海青浦區朱家角鎮境內淀山湖畔的一個已關閉的高爾夫球場。占地103万平方米，一度是上海以及华东第一个国际标准的18洞高尔夫球场。俱乐部的主会所是一座具有19世纪英国乡村别墅风格的建筑，內設浴室、食堂、酒吧、彈珠機、图书馆、医疗室。

## 歷史
1988年9月，由中、日、美三方合资经营的上海国际高尔夫球乡村俱乐部在淀山湖畔破土动工，該球場由美国高尔夫球场设计师小羅伯特·特倫特·瓊斯设计。1990年建成开放。

### 關閉
习近平2012年就任中共中央總書記以来，開始進行大規模反贪腐运动，由於中国政府高官和企业高管經常來到高尔夫球場打高爾夫球，高尔夫球场成為政府反贪腐的对象。2014年7月，国家发改委、中华人民共和国国土资源部等11个部委联合下发《关于落实高尔夫球场清理整治措施的通知》，要求各地整頓高尔夫球场。2015年，中共明文规定，限制中共党员隨意打高尔夫球。就在2015年全年，中国政府就宣布66家高尔夫球场屬於违规建设。
2015年1月19日，上海市青浦区环境保护局向上海国际高尔夫乡村俱乐部发来退出通知。2015年2月，中共官媒又批評上海在执行中央整頓高爾夫球場的政策方面阳奉阴违。上海市人民政府最終於2016年3月关闭該高爾夫球場。當局認為，上海国际高尔夫俱乐部位于黄浦江上游饮用水水源保护区内並且排泄污染物，這違反了《中华人民共和国水污染防治法》第五十九条第一款提到的「禁止在饮用水水源保护区内建設排放污染物的项目」。隨後推土机入駐推平了該高尔夫球场。